# Rijkskanselier (Duitsland)

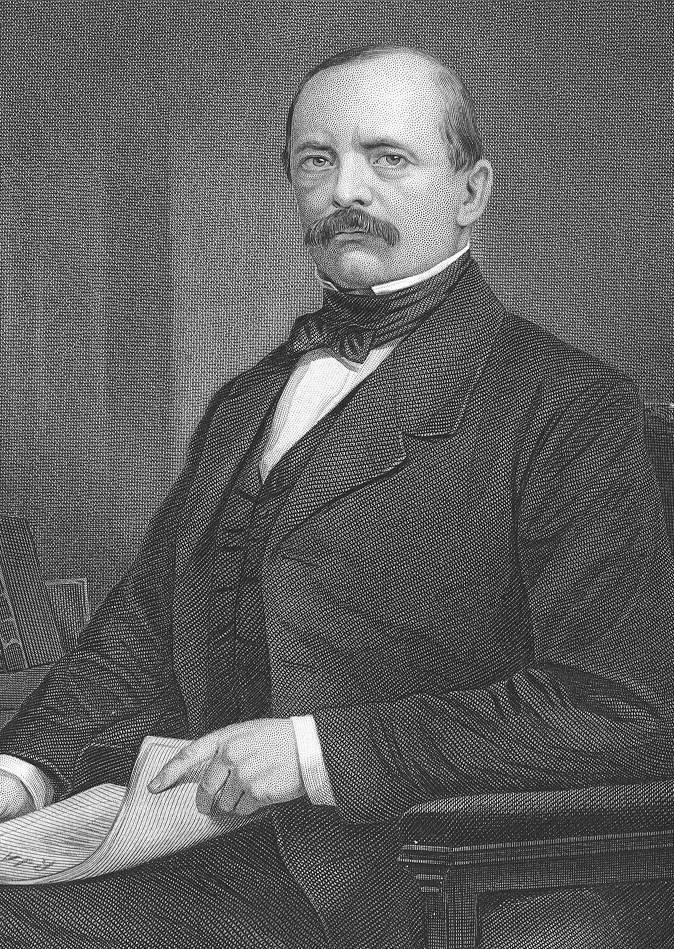
Otto von Bismarck, de eerste rijkskanselier van Duitsland

De rijkskanselier was tussen 1871 en 1945 de titel van de Duitse regeringsleider. Daarvoor, in de Noord-Duitse Bond vanaf 1867, was de titel bondskanselier zoals overigens ook sinds 1949 weer het geval is. Hij was tot 1918 de enige verantwoordelijke minister en alleen aan het staatshoofd, de Duitse keizer, verantwoording schuldig. Omdat er geen collegiale regering bestond gebruikte men daarvoor vaak de uitdrukking Reichsleitung. Het ambtskantoor was vanaf 1878 de Rijkskanselarij.
Door de Novemberrevolutie van 1918 werd de monarchie afgeschaft en de keizer afgezet als staatshoofd en werd Duitsland voor het eerst een republiek, de zogenaamde Weimarrepubliek. In 1919, dankzij de Grondwet van Weimar, werd het ambt van een gekozen rijkspresident ingesteld als staatshoofd en ontstond een collegiale Rijksregering met de rijkskanselier als regeringsleider. In 1933 werd Adolf Hitler tot rijkskanselier benoemd. Na de dood van de rijkspresident in 1934 gaf hij zichzelf, via een dubieus en onvrij referendum, de titel Führer und Reichskanzler. Bij die gelegenheid nam hij ook de macht van de rijkspresident over en was daarmee de totalitaire dictator van Duitsland geworden. 
Na de zelfmoord van Hitler op 30 april 1945 trad zijn testament in werking, waarin hij admiraal Karl Dönitz aanwees als Rijkspresident en Joseph Goebbels als Rijkskanselier, die na iets meer na een dag werd opgevolgd door Lutz Schwerin von Krosigk. Deze regering vestigde zich in de marineschool te Flensburg, Sleeswijk-Holstein. Ze bleef zitten ook nadat de Wehrmacht op 8 mei had gecapituleerd. Op 12 mei zond de BBC zelfs een vraaggesprek uit met de nieuwe kanselier. Maar op 23 mei werd toch de hele regering door de Britse bezettingsmacht opgepakt. Daarna was er geen Duitse regering meer en werd Duitsland bestuurd door de geallieerde overwinnaars.
In de Bondsrepubliek Duitsland (opgericht in 1949) heet de regeringsleider bondskanselier. Dezelfde titel heeft ook de Oostenrijkse regeringsleider.

## Rijksminister-president
In de korte tijd tussen de afdanking van de keizer op 9 november 1918 en het in werking treden van de Grondwet van Weimar op 11 augustus 1919 had de regeringsleider een andere titel. De Raad van Volkscommissarissen had twee voorzitters, en de regeringsleider van de provisorische regering sinds 13 februari 1919 was de Reichsministerpräsident.